# Marienkirche (Hilsbach)

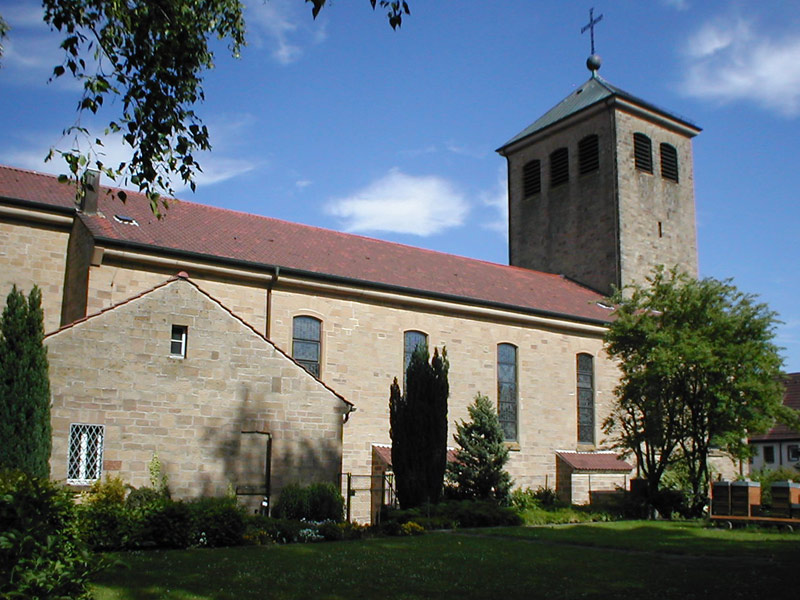
Marienkirche in Hilsbach

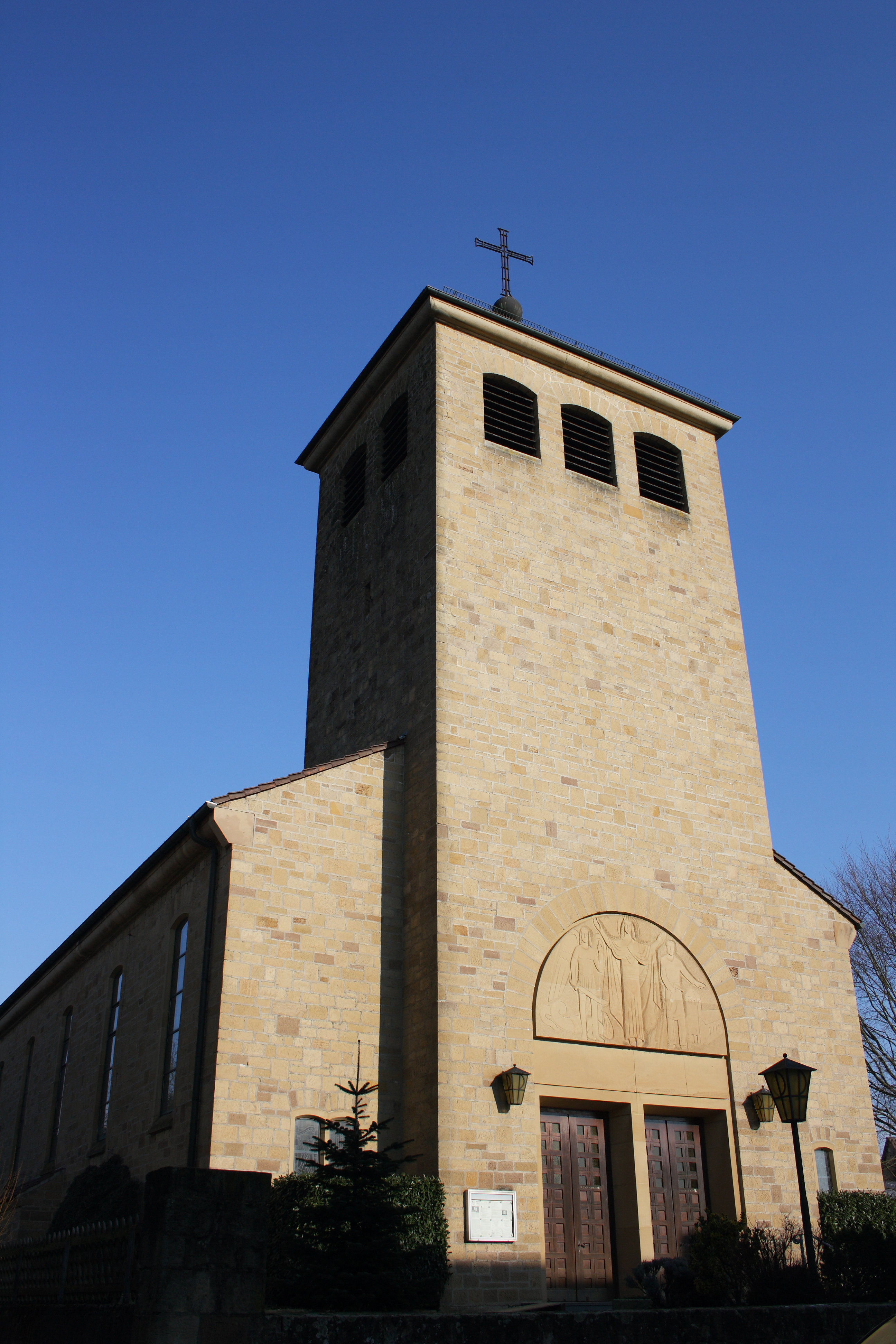
Portal und Glockenturm

Die katholische Marienkirche in Hilsbach, einem Stadtteil der Großen Kreisstadt Sinsheim im Rhein-Neckar-Kreis in Baden-Württemberg, wurde 1950/51 errichtet.

## Lage
Die Kirche steht am Ostende der Marktstraße und des alten Dorfkerns, nach dem neuere Bebauung einsetzt. Etwas nördlich schließt sich der dörfliche Friedhof an.

## Geschichte
Seit der pfälzischen Kirchenteilung von 1705 diente die Hilsbacher Michaelskirche als Simultankirche. Nach dem Zuzug von fast 500 Vertriebenen und Flüchtlingen nach dem Zweiten Weltkrieg wurde mit der Marienkirche eine eigene katholische Kirche im Ort errichtet, der von 1956 bis zur Eingemeindung nach Sinsheim nochmals Stadtrechte besaß.

## Glocken
1950 erhielt die Kirche zunächst die 1922 bei der Glockengießerei Bachert in Kochendorf (Bad Friedrichshall) gegossene kleine Glocke aus der Michaelskirche. Diese Glocke hatte während der vorangehenden simultanen Nutzung der Michaelskirche schon im Besitz der katholischen Gemeinde gestanden. 1958 ließ man dann bei Friedrich Wilhelm Schilling in Heidelberg ein Viergeläut gießen. Die größte Glocke hat den Schlagton e‘, einen Durchmesser von 125,1 cm und wiegt 1325 kg. Die nächstgrößte Marienglocke hat den Schlagton g‘, einen Durchmesser von 101 cm und ein Gewicht von 701 kg. Die Michaelsglocke hat den Schlagton a‘, einen Durchmesser von 91,3 cm und wiegt 504 kg. Die Josefsglocke hat den Schlagton h‘, einen Durchmesser von 87 cm und ein Gewicht von 433 kg.